# Serra de Matalescabres
La Serra de Matalescabres és una serra situada als municipis de Bovera i la Granadella a la comarca de les Garrigues, amb una elevació màxima de 428 metres.